# Antichrist Superstar (singolo)
Antichrist Superstar è un singolo promozionale estratto dall'album omonimo dei Marilyn Manson. La canzone rappresenta il climax della storia raccontata all'interno del concept album, il punto in cui la disgraziata ed abusata vittima protagonista del disco assume l'identità dell'iconoclasta nichilista Antichrist Superstar, scatenandosi contro il mondo e distruggendo qualsiasi cosa incontri sul suo cammino. Questa figura è celebrata dal tono trionfale e minaccioso della canzone; i riff di chitarra ricordano deliberatamente i corni e le trombe in una manifestazione totalitaria nella quale Manson canta, che può essere un'allusione al modo in cui i critici lo vedono (cioè come una minaccia verso la moralità cristiana e, quindi, verso il mondo).
Normalmente, nei suoi concerti Marilyn Manson canta la canzone da un podio su un palco ricco di manifesti riportanti il simbolo distintivo dell'album, ricordando il Raduno di Norimberga nazista, e canta la canzone facendo esagerati movimenti del corpo allo scopo di imitare e parodiare dittatori e televangelisti.
Lo show radiofonico americano Rover's Morning Glory utilizza questa canzone come sigla iniziale.

## Il video

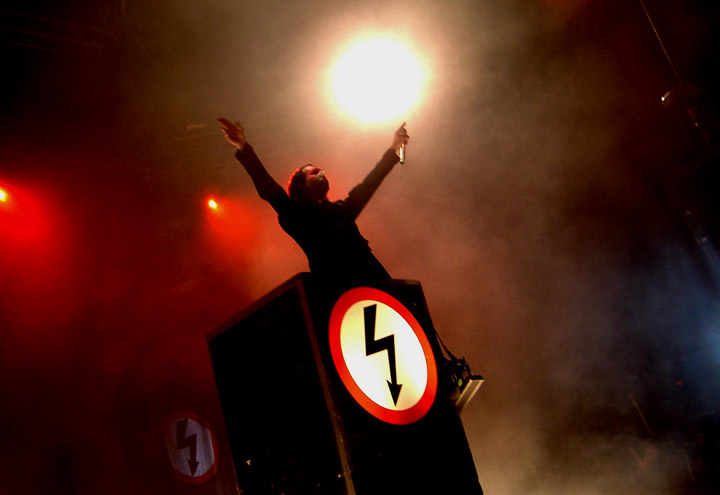
Marilyn Manson mentre canta Antichrist Superstar dal vivo

Il videoclip di Antichrist Superstar, diretto da E. Elias Merhige e co-diretto dallo stesso Manson, fu girato nel 1996, ma non è mai stato pubblicato ufficialmente. Fu presentato al San Francisco International Film Festival del 1997 come parte del programma intitolato "Newly Minted Memories" e vinse un Golden Gate Certificate of Merit nella categoria "Videoclip".
Nel 1996, Merhige fu contattato da Marilyn Manson che gli chiese di realizzare un videoclip per Cryptorchid. L'idea venne a Manson il giorno dopo aver visto il film horror sperimentale di Merhige del 1991, Begotten. Manson e Merhige si incontrarono a Los Angeles, dove realizzarono il videoclip. Merhige si disse poi interessato a realizzare un videoclip anche per Antichrist Superstar, utilizzando del materiale già girato in precedenza e poi lasciato da parte. Girò anche alcune scene con Manson, poi montò il tutto.
Merhige utilizzò filmati militari di diverse nazioni e di guerre varie che potessero ricordare l'aspetto fascista della canzone. Comunque, Manson non fu del tutto sicuro che questo lasciasse trasparire la critica che l'argomento meritava. Quando il videoclip fu pronto, Interscope ne bloccò la diffusione, allibita dalla qualità del filmato. Il frontman, da parte sua, espresse interesse nel vederlo pubblicato un giorno, affermando "non è detto che non verrà mai diffuso, ma non sono certo che [Merhige] abbia mai avuto una minima possibilità di portarlo a termine a causa dell'etichetta discografica" .
Per oltre 14 anni il filmato rimase accantonato negli archivi di Interscope. Ciononostante, il 19 giugno 2010 il videoclip fu rubato e pubblicato nella sua interezza su YouTube. Il videoclip rubato è lungo 5 minuti e 43 secondi in totale; i suoi titoli di testa dicono invece che la durata dello stesso sia di 5 minuti e 23 secondi. Fu realizzato da Merhige in bianco e nero, includendo materiale girato in precedenza per Begotten e quello relativo alle guerre. Le scene originali con Manson mostrano lo stesso mentre canta davanti alla folla, vestito con un completo nero, strappando pagine da una Bibbia dall'alto di un podio simile a quello utilizzato nei suoi concerti durante l'esecuzione di questa canzone. Henry S. Rosenthal, della casa cinematografica di San Francisco Complex Corporation, affermò di essere stato coinvolto nella produzione del videoclip, e viene effettivamente elencato nei crediti del video stesso. A metà 2011 il videoclip fu infine pubblicato sul sito ufficiale della band.